# Hayyanite
L'hayyanite (simbolo IMA: Hyy) è un minerale rarissimo della famiglia della sterryite; appartiene alla famiglia dei "solfuri e solfosali" e possiede composizione chimica Cu5Ag11Pb76Sb71As17(As2+)8S224.

## Etimologia e storia
La hayyanite è stata chiamata in questo modo in onore del persiano Ἀbū Mūsā Jābir ibn Ḥayyān al-Ἀzdī (in persiano: جابر بن حيان; Ṭūs, 721 circa – Baghdad, 765 o 822); era filosofo, geografo, farmacista e alchimista ed è considerato un personaggio spartiacque tra l'alchimia e la chimica.

## Classificazione
L'hayyanite è stata approvata dall'Associazione Mineralogica Internazionale (IMA) come specie minerale indipendente nel 2023, quindi non è elencata né nella classica nona edizione della sistematica dei minerali di Strunz (aggiornata dall'IMA nel 2009), né nella Sistematica dei lapis (Lapis-Systematik) di Stefan Weiß (aggiornata fino al 2018).
Il minerale viene però elencato nella decima edizione della sistematica Strunz, proseguita dal database "mindat.org" e chiamata Classificazione Strunz-mindat; qui l'hayyanite si trova nella classe "2. Solfuri e solfosali (solfuri, seleniuri, tellururi; arseniuri, antimoniuri, bismuturi; solfoarseniuri, solfoantimoniuri, solfobismuturi, ecc.)" e da lì nella sottoclasse "2.11	2.L Solfosali non classificati"; questa viene suddivisa in base alla presenza o meno di piombo, in modo tale da trovare l'hayyanite nella sezione "2.LB Con Pb essenziale" dove è in attesa di assegnazione di un sistema insieme alla ciriottiite.

## Abito cristallino
L'hayyanite cristallizza nel sistema monoclino nel gruppo spaziale P21/c (gruppo nº 14) con i parametri reticolari a = 8,193(4) Å, b = 43,05(2) Å, c = 28,63(1) Å e β = 90,08(1)°.

## Origine e giacitura
L'hayyanite è un minerale rarissimo ed è stato trovato solo nella sua località tipo, il deposito minerario di "Barika (36.19167°N 45.65°E) presso Sardasht nell'omonimo shahrestān (Azerbaigian Occidentale, Iran).
Il suo campione tipo è conservato presso il Naturhistorisches Museum di Vienna (Austria) con il numero di catalogo NHMW-MIN-O2767.